# Salsolaceae
Salsolaceae is een botanische naam, voor een familie van tweezaadlobbige planten. Een familie onder deze naam wordt zelden erkend door systemen voor plantentaxonomie, maar indertijd wel in het systeem van De Candolle, alwaar ze deel uitmaakte van de Monochlamydeae.
Meestal worden de betreffende planten ingedeeld in de familie Chenopodiaceae, dan wel de Amaranthaceae